# 赌博

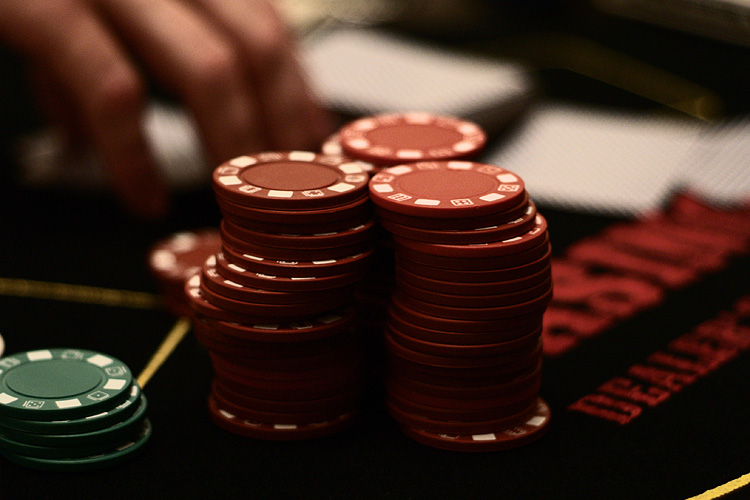
賭博籌碼

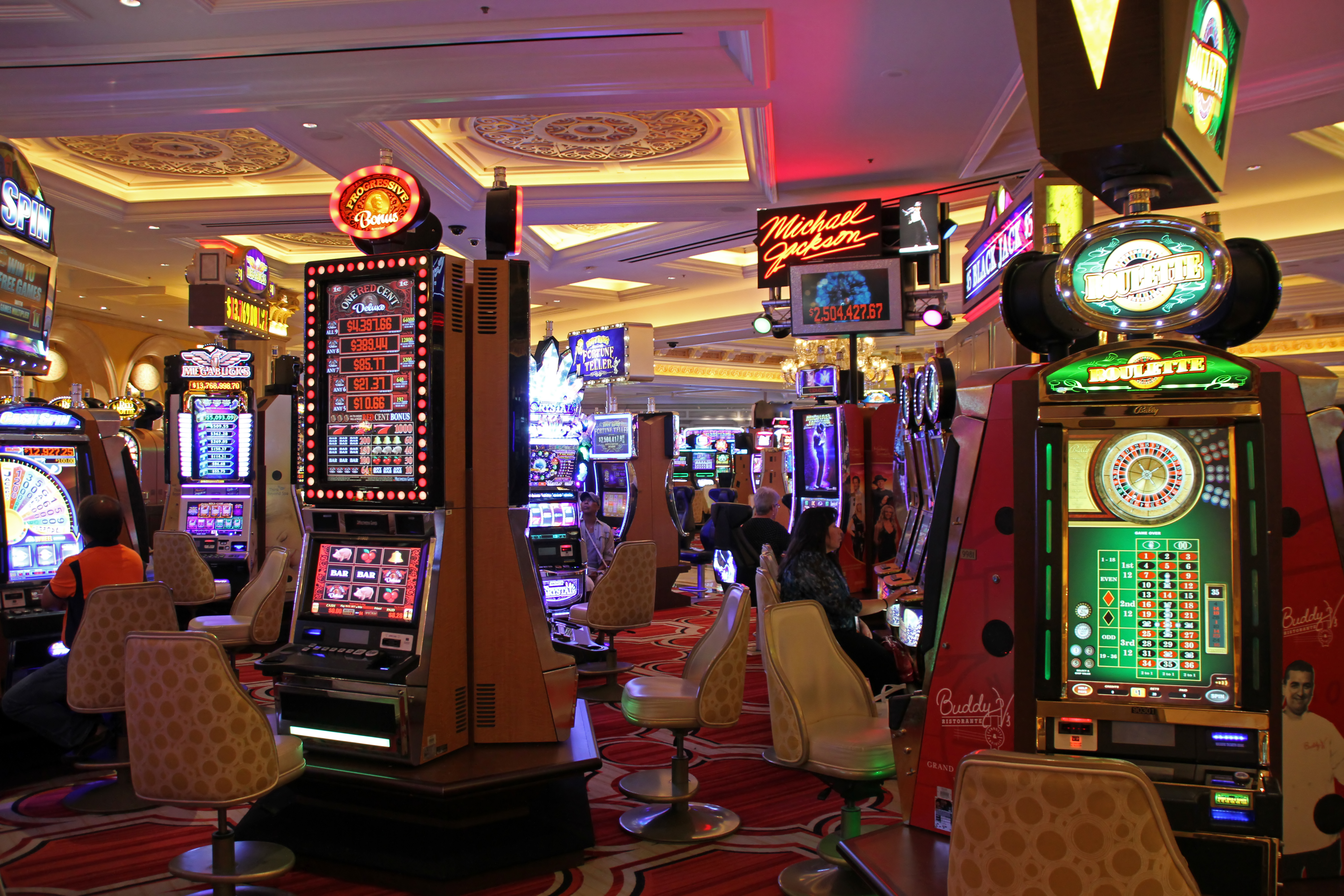
賭場內的老虎機

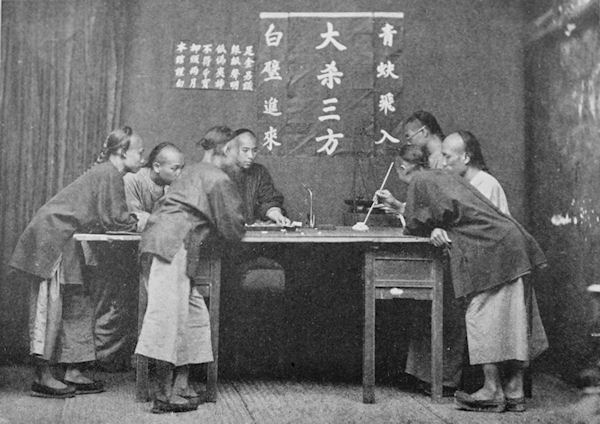
清末的番攤賭坊

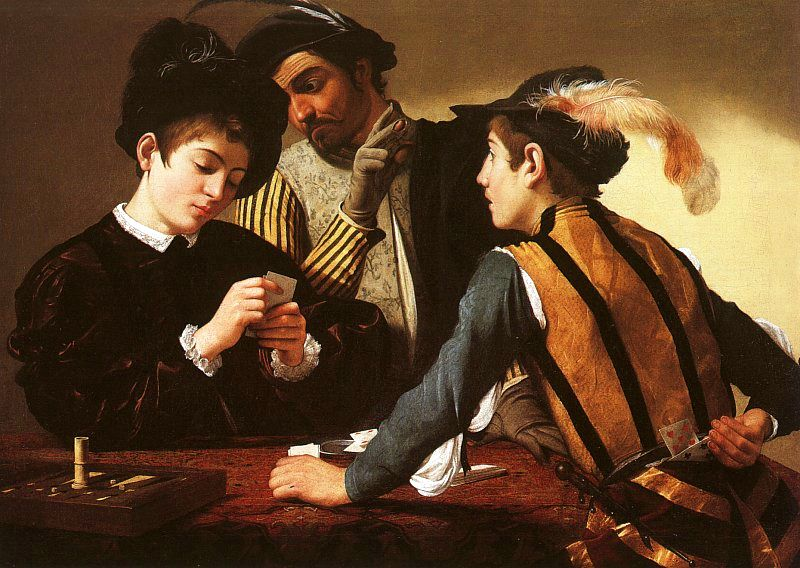
卡拉瓦喬, The Cardsharps, c. 1594年.

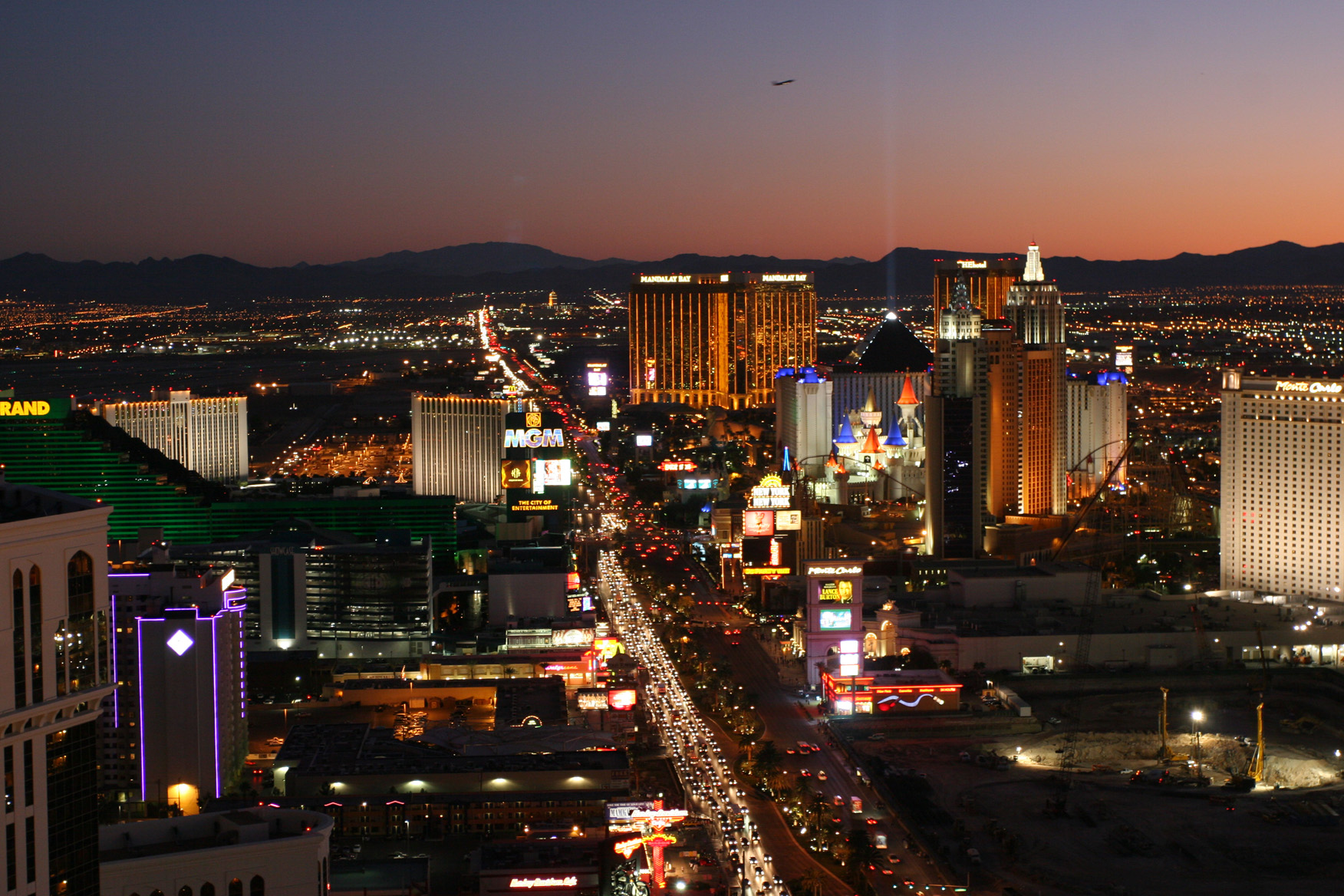
美國拉斯维加斯帕拉代斯賭城

賭博是一種利用有價之物，來競爭輸贏的遊戲，是人類的一種娛樂方式。
任何賭博在不同的文化和歷史背景有不同的意義。目前，在西方社會中，它有一個經濟的定義，是指「對一個事件與不確定的結果，下注錢或具物質價值的東西，其主要目的為贏取金錢或物質價值」。通常情況，下注前無法確定結果，停止下注後才開始遊戲。有些賭博在下注後可能立刻就知道結果，例如擲骰子或是俄羅斯輪盤，不過也有些賭博在下注後一段時間才知道結果，例如要等一場比賽甚至是一個球季的結束。
賭博也是國際上主要的商業活動之一，2009年合法的賭博市場產值約達三千億美元。不過賭博有時不會以實際的金錢為賭注，而是以其他有價值的物品為賭注，例如彈珠遊戲常以彈珠為賭注，而像翁仔標或是魔法風雲會則是以其紙牌或是卡牌為賭注，而且會依玩家收集卡牌的價值形成另一個元遊戲。

## 歷史

### 宗教
不同宗教對赌博有不同的觀點，而且觀點也有一些調整。像《赌徒的悲伤》和《摩訶婆羅多》等古印度詩歌見證當時赌博的風行。但西元前四世紀的《政事论》建議收賭博稅及進行管制。天主教及猶太教都在一年中保留了可以賭博的一天〈猶太教的光明節〉，不過宗教領袖多半反對賭博。古代猶太教的宗教領袖反對賭博，其至認為專業的賭徒沒有資格在法院作證。天主教認為賭博不是好習慣，但只要賭博是公平的，所有人都有赢的機會，賭博當中沒有詐欺，以及參與者無法真的預知其結果，如果是這種賭博，沒有道德上的問題。一般認為賭博有社會成本，因此有些國家的有法令對賭博以加以限制，乃至禁止（如有些回教國家）。

## 莊家和閒家
有些賭博設有莊家（開賭者），閒家（參與者）向莊家下注。因為莊家可以設定對自己有利的赔率，而且是長期參加遊戲，故此在長遠來說，莊家多數是唯一會在賭博中勝出的贏家。例如賭場、樂透彩票都屬這種賭博方式。只有在很少的賭博方法之中，閒家是可以透過技巧增加自己勝出的機會。
有些賭博是沒有莊、閒家之分，或者是由各人輪流做莊；屬參與者之間相互的賭博，各人的勝出的機會率相同。例如麻將、德州撲克。

### 賭場中的賭博

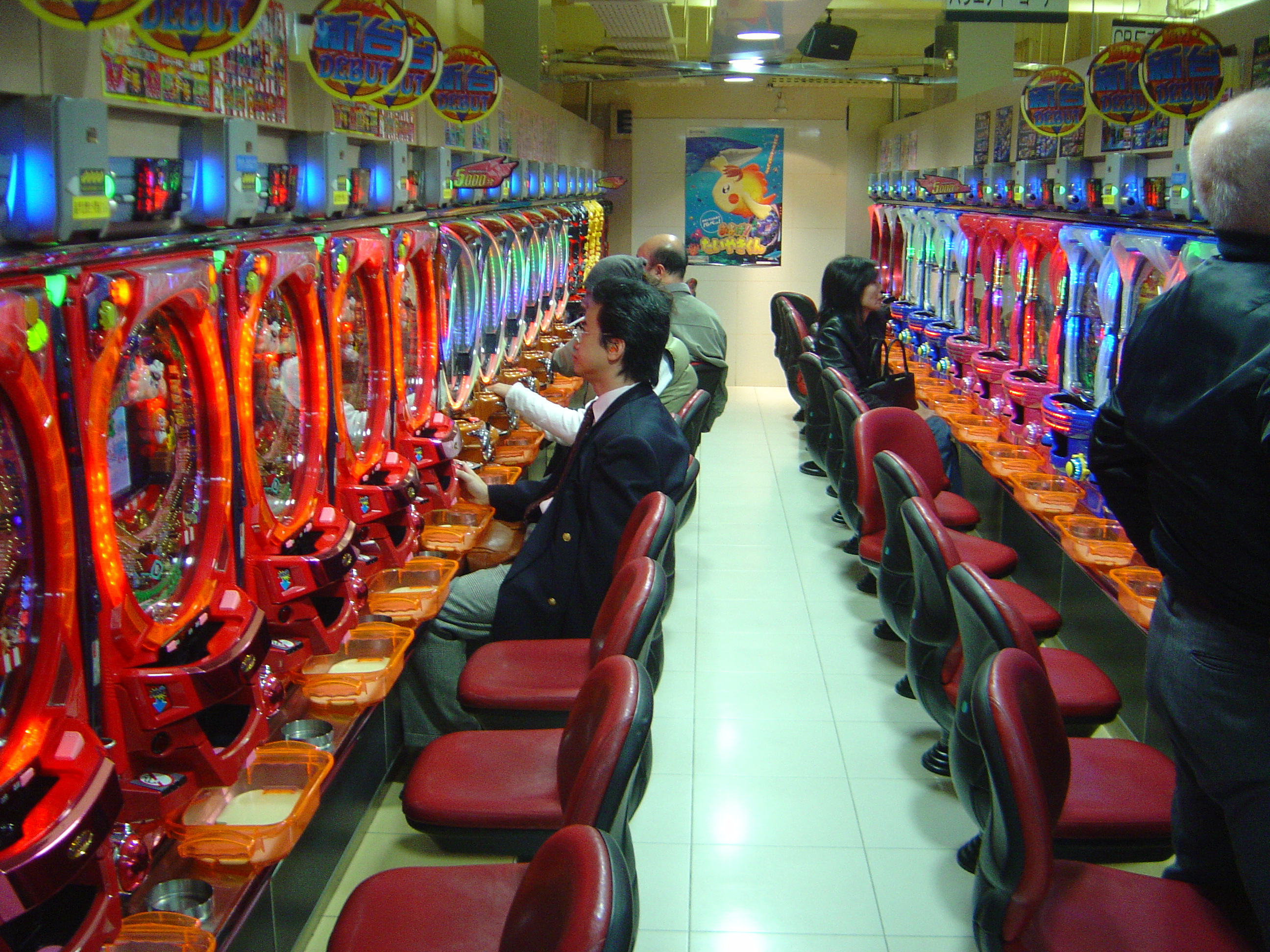
日本的柏青哥

## 賭博種類

### 「可以用遊戲技巧提高期望值」的賭博
部分賭博規則，某些玩家可依靠遊戲技巧，取得數學理論正數的期望值：
- 德州撲克
- 妞妞
- 麻將

请一定要注意，并不是所有的麻将都能够算入赌博之列。麻将在当今的社会中已经发展出了竞技麻将的领域，是不属于赌博的行列的：日本麻将 ; 以及 国标麻将 （以上讲述的麻将均属于不带彩的麻将）但是有很多人打麻将会带彩，其中有一部分的人带彩的金额会较大，仅仅在这种情况下才是赌博。
- 規則沒有防制算牌的21點
- 橋牌
- 賭球賽（如果對球隊的狀況非常了解，有可能增加勝率）
- 賭馬（如果對馬匹騎手的狀況非常了解，有可能增加勝率）

### 「無法用遊戲技巧提高期望值」的賭博
以下的賭博方法，玩家無法透過遊戲技巧增加期望值。
- 角子老虎機（多部串連，有大彩池的老虎機，雖然彩池大，得獎期望值也變大，但並沒辦法用遊戲技巧獲獎。）
- 六合彩（累積頭獎獎金超過某一大數目，也沒辦法用遊戲技巧獲獎。）
- 百家樂
- 牌九
- 骰子（骰寶或花旗骰）
- 輪盤
- 魚蝦蟹
- 六名
- 樂透
- 刮刮樂

### 其他的賭博
- 扔硬幣
- 大話牌
- 廿一點
- 字花
- 大老二
- 斗地主
- 國標麻將

请注意：从严格意义上来说，国标麻将不能够算在赌博范围之列，它仅仅是一种带有竞技因素的棋牌类游戏。但由于国标麻将中番种分数差别较大，计算分数的差别也会较大。所以按照中国的传统习俗来看，有绝大多数人打麻将都会带彩，这并不算赌博。然而国标麻将通常来说输赢金额较大，所以在这里勉强计入赌博范围之列。但请注意：国标麻将是可以通过技术的提升来提高赢的数学期望概率的，不同于一般意义的赌博。

### 運動博彩
- 體育博彩
  - 大部分國家均舉行賽馬運動，並設有投注。外國博彩網站亦設有其他體育投注，如足球，籃球，網球，田徑，曲棍球等，亦設有大型運動會投注奧運，亞運等。
- 足球
- NBA
- MLB
- 賽馬
- 公營競技
  - 日本及韓國之受注運動項目，包括地方賽馬，競輪，競艇及電單車比賽
- 賽狗

### 有博彩成分但較少被視作賭博的娛樂、營銷、慈善活動
- 大型電子遊戲機台
  - 娃娃機
  - 推錢機
  - 釣魚機
- 網絡遊戲
  - 部分會遊戲以「轉蛋」形式付費抽取特別、稀有道具、角色、物品等
- 一番賞
- 推廣生意的抽獎活動
- 宗教、非牟利團體等舉辦的獎券籌款活動

## 賭具
部分賭博會需要不同的賭具。常見賭具有：
- 骰子
  - 包括由骰子演變而成的天九牌、魚蝦蟹骰子等
- 撲克牌
- 麻將牌
- 輪盤

亦有賭博是無需特別賭具，只要賭將來發生的事情。例如：
- 賽馬
- 賽狗
- 各種體育比賽賭博
- 任何未發生，一定出現超過一個結果或以上的事情的打賭

## 有「賭博」色彩的风险行为
一些涉及風險和回報的行为因不可控、不可预测，有時被认为具有一定的“賭博”色彩。這是一個有爭議的問題，但一般來說，下列活動在法律上不会被視為賭博：
- 冒險：風險回報率無法量化（例如，高空彈跳）
- 保險：是一種風險轉移。保險公司使用精算來計算保費，與賭博公司計算賠率相類似。然而，保險公司可通過保費獲得正回報。

股票、債券及房地產等投资涉及重大的風險，但通常不被視為賭博。創業也可被視為一種投資。當投资具备经济效用、独立于风险的基本价值，且能够获得长期正回报时，一般不被視為賭博。
有些投機/投資活動比較危險，但仍通常被認為與賭博無關，如外匯交易、 預測市場、 衍生工具等。

## 策略系統
為了贏過莊家，有試著針對不同的賭博建立策略系統，不過沒有一個系統可以將一個在數學上期望值為零或為負的賭博產生正的期望值。常用的策略系統如下：
- 算牌（英语：Card counting），像廿一點中有許多的系統計算十點相對於其他牌的比例，當比例較高時玩家較有利，應該增加其賭注。在其他賭博中算牌也可以產生一些優勢。
- 固定收益：下注的金額隨賠率而定，目的是使若贏了的話得到的彩金相同。
- 固定賭注：一個傳統的作法，在每一次選擇時下注的金額相同。
- 凱利公式：使特定賭局中，擁有正期望值之重複行為長期增長率最大化的公式。
- 亏损加仓：下注夠長的時間，用以前贏的錢來補貼目前的損失，直到贏錢為止。

## 心理方面
研究表明，儘管許多人把賭博當成一種娛樂，甚至一種手段來獲得收入。賭博，涉及神經化學的變化，會使某些人上癮。賭徒甚至經過反复損失，仍會堅持賭博，如果碰到责难或者有心理不平衡之时，就会搬出孔子“饱食终日，无所用心，不有博弈者乎？为之犹贤乎已”。也会行乞。
杜斯妥也夫斯基（本身亦為問題賭徒）在他的小說中描繪了賭博對心理的影響，以及如何影響賭徒賭博。他還將賭博與快速致富聯繫起來，俄羅斯與賭博之間的聯繫可能是俄羅斯輪盤傳說的起源。

## 各地的賭業

### 香港博彩業
根據《賭博條例》（香港法例第148章），香港合法的博彩活動包括獲政府根據《博彩稅條例》（香港法例第108章）明確批准（即由香港賽馬會提供的賽馬、馬票、足球博彩及六合彩）、獲民政及青年事務局局長委派的公職人員發牌批准（包括麻將、天九、湯博拉）、以及根據《賭博條例》第3條獲豁免的賭博活動（主要是社交性質的賭博）。由2003年起，香港赛马会获批准开办足智彩，接受香港以外大型足球赛事的投注。

### 澳門博彩業
澳門的博彩業於1847年在葡萄牙的管治之下開始合法化，自此以後，澳門以「東方蒙特卡洛」之名廣為世界所知，博彩業更成為了澳門經濟的重要一部份。第一個博彩專營權牌照於1937年發給了泰興娛樂總公司，但該公司的經營卻太保守，未能完全發揮博彩業的經濟潛能。當時該公司只有中式的博彩項目提供。到了1962年，政府將所有形式的博彩的專營權牌照改發給澳門旅遊娛樂有限公司（簡稱澳娛，英文簡稱STDM）。牌照於1986年續期十五年，於2001年末屆滿。
2002年，澳門特別行政區政府不再發出博彩專營權，改為向三家公司發出博彩經營權牌照，分別是澳門博彩股份有限公司（簡稱澳博，是STDM的子公司），永利渡假村（澳門）股份有限公司，和銀河娛樂場股份有限公司（已被收購，現屬銀河娛樂集團有限公司名下）。
另澳門特區政府准許各幸運博彩經營商將牌照轉批給予第三者公司獨立經營，其中｢銀河｣轉批給威尼斯人（澳門）股份有限公司（簡稱：威尼斯人），「澳博」將牌照轉批給美高梅金殿超濠股份有限公司（簡稱：美高梅），另2006年3月5日「永利」公司將牌照轉批給權售予新濠博亞娛樂有限公司（簡稱：新博）並估計很大程度被批准，即三個賭牌被「分拆」為六個經辦商。
另澳門特區政府亦容許各幸運博彩經營商將名下之賭場「中場」、貴賓廳及角子機場外判予第三者公司營運，「澳博」及「銀河」外判之賭場中場、貴賓廳及角子機場。「威尼斯人」、「美高梅」、「永利」因美國內華達州法例禁止，而沒有外判之賭場「中場」、貴賓廳及角子機場。
博彩業在澳門的經濟中扮演著重要的角色。很多遊客喜歡在澳門賭博，亦有很多本地人經常出入賭場。總的來說，博彩業在澳門可以分成五大類：賭場賭博（幸運博彩和角子機）、賽馬、賽狗、彩票和體育博彩。

### 台灣博弈業
賭場部分，2012年7月7日中華民國馬祖博弈公投通過。同意票數1795，不同意票數1342。
中華民國公益彩券在1999年開始發行，台灣彩券公司專營，台灣運動彩券在2008年開始，陸續由富邦銀行及威剛科技取得經營權。

### 中國大陸博彩業
根據《中華人民共和國刑法》第三百零三條規定，以營利為目的，任何聚眾賭博，開設賭場或以賭博為業的，處三年以下有期徒刑、拘役或管制，並處罰金。但被國家批准經營的中國福利彩票和中國體育彩票除外。

## 法律問題
賭場賭博在很多地方都是非法的。反對容許賭博的意見認為：從社會層面看，民眾沉迷賭博會帶來各種社會問題。韦曜就說過，“考之于道艺，则非孔氏之门也；以变诈为务，则非忠信之事，以劫杀为名，则非仁者之意也。”。沉迷賭博的人被稱為「病態賭徒」，往往不顧自己及家庭的經濟狀況，把財產拿去賭博，甚至因此債台高築，造成家庭問題（包括：虐待兒童和自殺）。賭博亦經常會帶來相連的高利貸，黑社會等等社會問題。而且賭博所帶來貪婪、講求運氣的風氣亦非健康社會應有。很多的宗教亦都反對賭博。
但亦有地方政府是容許合法開賭。贊成開賭的意見認為：賭博活動是難以完全禁絕。對於賭博應該加以合法的規範，由政府監管賭博，確保開賭是公平及公正。這樣可以阻止地下賭博活動助長黑社會壯大，而且可以透過徵稅，將賭博的利益放回社會的正常用途。在不少容許開賭的地方，博彩稅是政府重要的收入來源。而不少城市更是以賭場吸引遊客到訪。例如美國拉斯維加斯，澳門，摩納哥的蒙地卡羅，新加坡聖淘沙名勝世界都是以開賭聞名的旅遊城市。
現在世界上大部分地區都容許有限度的賭博。例如：由政府舉行的樂透彩票，容許賽馬投注，容許對體育賽事投注等。在部分地區，這些賭博是由政府或政府屬下的法定非牟利機構負責進行，所得收益都歸還社會。多數容許開賭的法律都規定十八歲以下的人士不得參與賭博。
但對於開建專供賭博的賭場，目前多數的地區仍然是加以禁止。有些地方容許賭場存在，但卻禁止本地人參與賭博。亦有地方實行會員制，只限賭場的會員進行賭博。
很多時一般人在朋儕之間的遊戲中加入金錢，提高遊戲的刺激性。這些行為，經常處於法律下的灰色地帶。某些地方的法律是容許機會平等，沒有莊閒之分的賭博。某些地方的法律雖然禁止所有賭博行為，但卻沒有嚴格執行。

### 中華民國
相關法規與適用對象
- 中華民國刑法第21章賭博罪（第266～270條）：在公眾得出入之場所賭博財物者，或意圖營利供給賭博場所或聚眾賭博者，意圖營利辦理有獎儲蓄或未經政府允准而發行彩票者。
- 刑事訴訟法第147條第3款：常用為賭博之場所，夜間亦得入內搜索或扣押。
- 社會秩序維護法第84條：於非公眾得出入之職業賭場所，賭博財物者。

- 陸海空軍刑法第75條：在營區、艦艇或其他軍事處所、建築物賭博財物者。
- 公務員服務法第5條。

司法判解
- 大法官解釋[[[Wikipedia:格式手册/链接#章節|錨點失效]]]：釋字第646號（電子遊戲場業管理條例），釋字第636號（檢肅流氓條例）。
- 最高法院刑事判例，2001年台非字第276號（電子遊戲場業管理條例），1992年台非字第233號（共犯）。

### 中華人民共和國
中國大陸現行賭博罪分微、輕、重三級處理。

#### 微罪不罰
由於顧及民間麻將與棋牌室等娛樂文化是社會生活不可或缺一環，根据中華人民共和国《最高人民法院最高人民检察院关于办理赌博刑事案件具体应用法律若干问题的解释》（自2005年5月13日起施行），不以营利为目的，进行带有少量财物獎品输赢的娱乐活动，以及提供棋牌室等娱乐场所只收取正常的场所和服务费用的经营行为等，不以赌博论处。中华人民共和国公安部并未对“少量”财物输赢标准作出全国统一的规定，而是由各地方政府根据當地經濟物價自行制定。

#### 輕罪拘留
而情節微小的輕罪層面列於中華人民共和國治安管理處罰法第70條
- 以營利為目的，為賭博提供條件的，或者參與賭博賭資較大的處五日以下拘留或者五百元以下罰款
- 情節嚴重的，處十日以上十五日以下拘留，並處五百元以上三千元以下罰款。

#### 重罪入刑

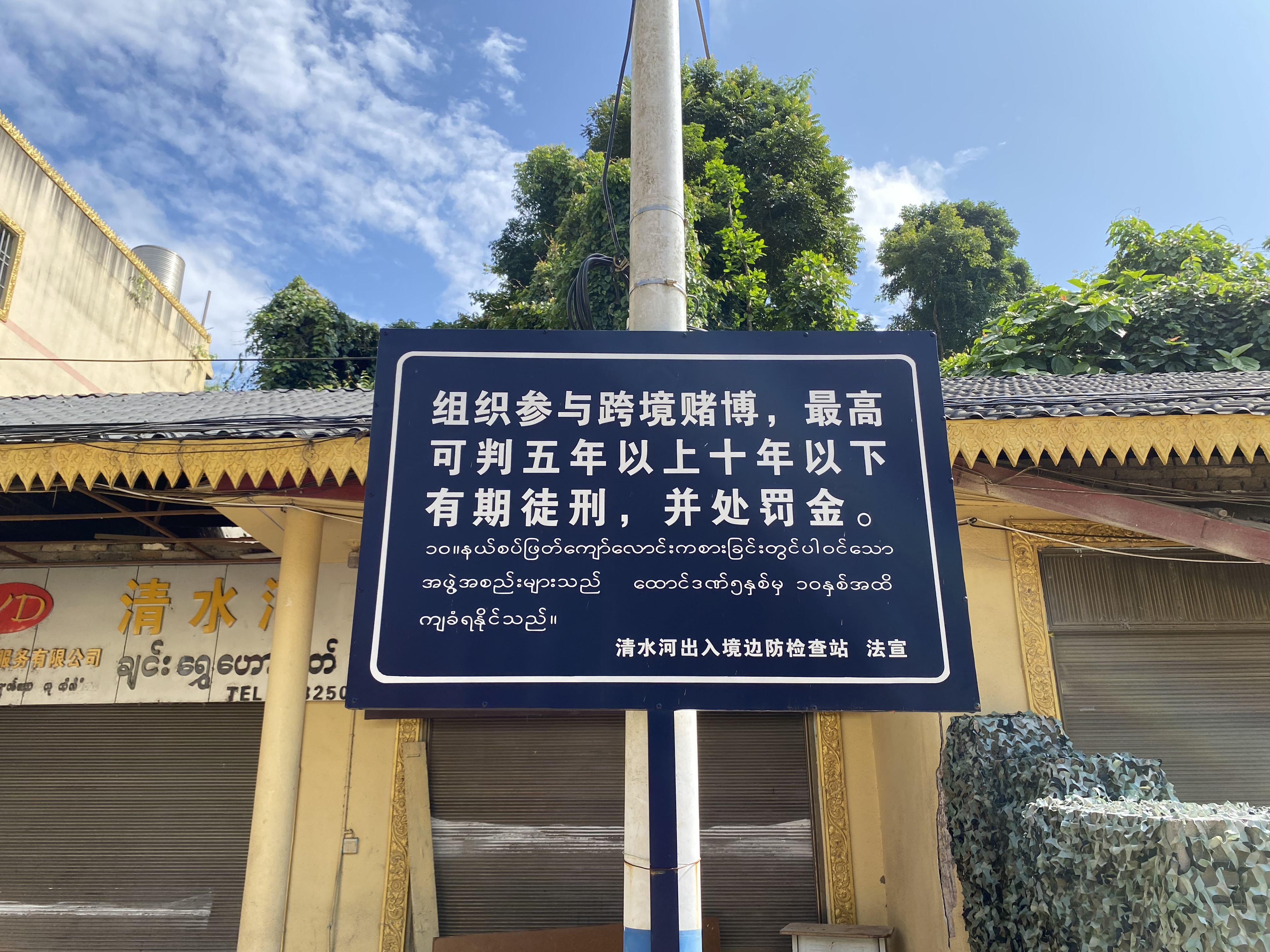
位于云南省孟定清水河口岸禁止跨境赌博的警示牌，口岸对面的缅北果敢、佤邦等地拥有众多赌场

重罪層面列於中華人民共和國刑法第303条规定，下列情形之一成罪
- 组织3人以上赌博，抽头渔利数额累计达到5000元以上的；
- 组织3人以上赌博，赌资数额累计达到5万元以上的；
- 组织3人以上赌博，参赌人数累计达到20人以上的；
- 组织中华人民共和国公民10人以上赴境外赌博，从中收取回扣、介绍费的

同時以营利为目的，在计算机网络上建立赌博网站，或者为赌博网站担任代理，接受投注的亦成罪等同實體賭場，同時論罪範圍還擴及國境以外物理空間及外國籍人士，第三條規定在领土外周边地区聚众赌博、开设赌场，但吸引中华人民共和国公民为主要客源者。從犯論處標準亦寬泛，第四条包含提供资金、计算机网络、通讯、费用结算等直接帮助的列為從犯。
第七條並列明一種假賭博真行賄的方式，以賭博為幌子實質故意輸錢給國家公務員達成賄賂目的，依照刑法关于贿赂犯罪處分。
成罪後刑罰如下，最重可達十年
- 处三年以下有期徒刑、拘役或者管制，并处罚金
- 开设赌场的，处三年以下有期徒刑、拘役或者管制，并处罚金
- 情节严重的，处三年以上十年以下有期徒刑，并处罚金

## 外部連結
- 中的“Gambling sites”
- Center for Gaming Research（页面存档备份，存于） - at University of Nevada, Las Vegas
- Institute for the Study of Gambling and Commercial Gaming（页面存档备份，存于） at the University of Nevada, Reno